# Carlo Alessandro di Lorena
Carlo Alessandro di Lorena (Lunéville, 12 dicembre 1712 – Tervuren, 4 luglio 1780) è stato un generale austriaco era figlio del duca Leopoldo di Lorena e di Elisabetta Carlotta di Borbone-Orléans. Fu Gran maestro dell'Ordine teutonico dal 1761 fino alla sua morte.

## Biografia
Quando suo fratello maggiore Francesco III Stefano, duca di Lorena e di Bar dalla morte del padre, sposò l'arciduchessa Maria Teresa, figlia dell'imperatore Carlo VI, il titolo ducale passò a Stanislao Leszczyński, nel 1737. Si trasferì a Vienna.

### La carriera militare
Nella guerra contro i turchi, combatté come brigadiere generale e, il 22 novembre 1740, fu nominato feldmaresciallo.
Durante la guerra di successione austriaca, si distinse come uno dei principali comandanti austriaci, ma fu sconfitto da Federico il Grande nella battaglia di Chotusitz del 1742. Dopo la pace di Breslavia, combatté con successo contro i bavaresi e i francesi, attraversò il Reno nel 1744 e si impadronì di una grossa parte dell'Alsazia, finché non fu richiamato in Boemia a seguito della seconda dichiarazione di guerra della Prussia. Consigliato dal feldmaresciallo Otto Ferdinando von Traun, cacciò Federico II dalla Boemia, ma fu da lui sconfitto il 4 giugno 1745 a Hohenfriedberg, e in settembre a Soor. Venne inoltre sconfitto da Maurizio di Sassonia nella battaglia di Rocoux del 1746.
Nel corso della guerra dei sette anni, comandò le armate austriache nella battaglia di Praga, dove venne nuovamente sconfitto. Riuscì infine a sconfiggere una piccola parte delle armate prussiane nella battaglia di Breslavia del 1757, prima di essere nuovamente sconfitto da Federico II di Prussia nella battaglia di Leuthen il 5 dicembre 1757.

### Il matrimonio
Il 7 gennaio 1744 sposò, con apposita dispensa papale a causa del grado di parentela, l'unica sorella di Maria Teresa, Maria Anna, divenendo doppiamente cognato dell'imperatrice, in quanto anche fratello del marito, e venendo nominati entrambi governatori dei Paesi Bassi austriaci. Anche se Maria Anna morì quello stesso anno, continuò a governarli da solo sino alla propria morte, nel 1780.

### Governatore e Gran Maestro
Dopo la sua ultima sconfitta, venne rimpiazzato dal conte Leopold Josef Daun e si ritirò dal servizio militare.
Impegnato dal 1747 fino al 1749 con la riforma dell'esercito austriaco, tornò in Belgio nell'aprile 1749. A Bruxelles, guidò con sensibilità la situazione del Brabante. Come governatore generale, favorì il benessere nel paese, impiantò industrie, promosse il commercio e l'arte. Allorché il Gran Maestro dell'Ordine Teutonico, Clemente Augusto di Baviera, morì nel 1761, fu prescelto all'unanimità come Gran Maestro. Risanò la situazione finanziaria dell'Ordine, assolvendo ai suoi doveri anche dal Belgio.
Alla sua morte fu sepolto a Bruxelles.

## Ascendenza
|                                        |                       |                              | Genitori                    |  |  | Nonni |  |  | Bisnonni            |  |  | Trisnonni              |  |
|                                        |                       |                              |                             |  |  |       |  |  | Nicola II di Lorena |  |  | Francesco II di Lorena |  |
|                                        |                       |                              |                             |  |  |       |  |  | Nicola II di Lorena |  |  | Francesco II di Lorena |  |
|                                        |                       | Cristina di Salm             |                             |  |  |       |  |  | Nicola II di Lorena |  |  |                        |  |
| Carlo V di Lorena                      |                       |                              |                             |  |  |       |  |  | Nicola II di Lorena |  |  |                        |  |
|                                        |                       | Claudia Francesca di Lorena  | Enrico II di Lorena         |  |  |       |  |  |                     |  |  |                        |  |
|                                        |                       | Claudia Francesca di Lorena  | Enrico II di Lorena         |  |  |       |  |  |                     |  |  |                        |  |
|                                        |                       | Claudia Francesca di Lorena  | Margherita Gonzaga          |  |  |       |  |  |                     |  |  |                        |  |
| Leopoldo di Lorena                     |                       | Claudia Francesca di Lorena  |                             |  |  |       |  |  |                     |  |  |                        |  |
|                                        |                       | Ferdinando III d'Asburgo     | Ferdinando II d'Asburgo     |  |  |       |  |  |                     |  |  |                        |  |
|                                        |                       | Ferdinando III d'Asburgo     | Ferdinando II d'Asburgo     |  |  |       |  |  |                     |  |  |                        |  |
|                                        |                       | Ferdinando III d'Asburgo     | Marianna di Baviera         |  |  |       |  |  |                     |  |  |                        |  |
| Eleonora Maria Giuseppina d'Austria    |                       | Ferdinando III d'Asburgo     |                             |  |  |       |  |  |                     |  |  |                        |  |
|                                        |                       | Eleonora Gonzaga-Nevers      | Carlo di Gonzaga-Nevers     |  |  |       |  |  |                     |  |  |                        |  |
|                                        |                       | Eleonora Gonzaga-Nevers      | Carlo di Gonzaga-Nevers     |  |  |       |  |  |                     |  |  |                        |  |
|                                        |                       | Eleonora Gonzaga-Nevers      | Maria Gonzaga               |  |  |       |  |  |                     |  |  |                        |  |
| Carlo Alessandro di Lorena             |                       | Eleonora Gonzaga-Nevers      |                             |  |  |       |  |  |                     |  |  |                        |  |
|                                        | Luigi XIII di Francia | Enrico IV di Francia         |                             |  |  |       |  |  |                     |  |  |                        |  |
|                                        | Luigi XIII di Francia | Enrico IV di Francia         |                             |  |  |       |  |  |                     |  |  |                        |  |
|                                        | Luigi XIII di Francia | Maria de' Medici             |                             |  |  |       |  |  |                     |  |  |                        |  |
| Filippo I d'Orléans                    | Luigi XIII di Francia |                              |                             |  |  |       |  |  |                     |  |  |                        |  |
|                                        |                       | Anna d'Austria               | Filippo III di Spagna       |  |  |       |  |  |                     |  |  |                        |  |
|                                        |                       | Anna d'Austria               | Filippo III di Spagna       |  |  |       |  |  |                     |  |  |                        |  |
|                                        |                       | Anna d'Austria               | Margherita d'Austria-Stiria |  |  |       |  |  |                     |  |  |                        |  |
| Elisabetta Carlotta di Borbone-Orléans |                       | Anna d'Austria               |                             |  |  |       |  |  |                     |  |  |                        |  |
|                                        |                       | Carlo I Luigi del Palatinato | Federico V del Palatinato   |  |  |       |  |  |                     |  |  |                        |  |
|                                        |                       | Carlo I Luigi del Palatinato | Federico V del Palatinato   |  |  |       |  |  |                     |  |  |                        |  |
|                                        |                       | Carlo I Luigi del Palatinato | Elisabetta Stuart           |  |  |       |  |  |                     |  |  |                        |  |
| Elisabetta Carlotta di Baviera         |                       | Carlo I Luigi del Palatinato |                             |  |  |       |  |  |                     |  |  |                        |  |
|                                        |                       | Carlotta d'Assia-Kassel      | Guglielmo V d'Assia-Kassel  |  |  |       |  |  |                     |  |  |                        |  |
|                                        |                       | Carlotta d'Assia-Kassel      | Guglielmo V d'Assia-Kassel  |  |  |       |  |  |                     |  |  |                        |  |
|                                        |                       | Carlotta d'Assia-Kassel      | Amalia di Hanau-Münzenberg  |  |  |       |  |  |                     |  |  |                        |  |
|                                        |                       | Carlotta d'Assia-Kassel      |                             |  |  |       |  |  |                     |  |  |                        |  |